# Простейов
Простейов (чеськ. Prostějov [proscɛjof], нім. Proßnitz) — місто на сході Чехії, в районі Простейов Оломоуцького краю. Розташований у географічній області Гана, за 18 кілометрів на південний схід від Оломоуця. Чисельність населення — 46037 осіб (2009).
Місто побратим — Россош.

## Історія
Вперше письмово згадується в 1141 році. Вже в XIII столітті отримав право тримати ринок. З 1390 року проводяться щорічні ярмарки, що було рівнозначно наданню міського статусу. У цей період місто належало феодальному роду Краварнов, з 1495 по 1599 — у володінні роду Пернштейн, з 1599 по 1848 — роду Ліхтенштейнів.
У проміжку між 1950—1954 рр. і від 1973 року до складу Простейова увійшли Враговиці.
В даний час Простейов є одним із центрів текстильної та швейної промисловості Чехії.

## Уродженці Простейова
- Адольф Бер (1831—1902) — австрійський історик, політик.
- Ігнац Брюлль (1846—1907) — австрійський композитор і піаніст.
- Отто Віхтерле (1913—1998) — чеський хімік, інженер, винахідник, політичний і громадський діяч.
- Їржі Волькер (1900—1924) — поет, прозаїк і драматург.
- Арнольд Вольф (1877—1924) — австрійський і український військовий діяч, генерал-четар УГА.
- Едмунд Гуссерль (1859—1938) — німецький філософ.
- Нетушил Іван — теолог, філолог, мовознавець, ректор Харківського університету (1912—1919)
- Властиміл Петржела — футболіст і тренер.
- Павліна Порізкова (* 1965) — американська модель, актриса і письменниця чеського походження.
- Моріц Штейншнейдер — орієнталіст і гебраїст.